# Diagoras (ferry)
Pour les articles homonymes, voir Diagoras.
Le Diagoras (Διαγόρας, Diagóras) est un ferry de la compagnie grecque Blue Star Ferries. Construit entre 1989 et 1990 aux chantiers Naikai Zōsen de Setoda pour la compagnie japonaise Ōsaka Kōchi Tokkyu Ferry, il portait à l'origine le nom de New Tosa (ニューとさ, Nyū Tosa). Mis en service en mars 1990 sur les lignes entre Ōsaka et Kōchi, sur l'île de Shikoku, il est ensuite revendu en avril 2000 à la compagnie grecque DANE Sea Line. Transformé et rebaptisé Diagoras, il entame une nouvelle carrière en mer Égée entre Le Pirée et l'île de Rhodes dans l'archipel du Dodécanèse. Désarmé en 2004 en raison de la faillite de DANE Sea Line, il est racheté en 2006 par la compagnie Blue Star Ferries qui le remet en service sous ses couleurs, toujours vers le Dodécanèse. Transféré dans la flotte de la compagnie Africa Morocco Link en 2016, il navigue brièvement entre le Maroc et l'Espagne avant de revenir au sein de la flotte de Blue Star Ferries. Il dessert actuellement la région d'Égée-Septentrionale.

## Histoire

### Origines et construction
Le New Tosa est commandé à la fin des années 1980 par la compagnie japonaise Ōsaka Kōchi Tokkyu Ferry afin de remplacer le Ferry Naniwa sur les lignes reliant Ōsaka et l'île de Shikoku. Le navire est conçu comme un sister-ship du ferry New Katsura, mis en service en 1981. Il comporte toutefois quelques différences minimes avec son aîné telles que son tonnage, légèrement supérieur.
Construit par les chantiers Naikai Zōsen de Setoda, le New Tosa est lancé le 25 décembre 1989. Après quelques mois de finitions, il est livré à Ōsaka Kōchi Tokkyu Ferry le 12 mars 1990.

### Service

#### Ōsaka Kōchi Tokkyu Ferry (1990-2000)
Le New Tosa est mis en service dans le courant du mois de mars 1990 entre Ōsaka et Kōchi. Il navigue alors de concert avec le New Katsura, sister-ship de neuf ans son aîné. Le navire poursuit sa carrière sans histoire tout au long des années 1990 avant que la compagnie Ōsaka Kōchi Tokkyu Ferry ne décide de le remplacer par un navire plus petit à la fin de la décennie.
Retiré du service à la suite de l'entrée en flotte du Ferry Kōchi en août 2000, le New Tosa est vendu à la compagnie grecque DANE Sea Line.

#### DANE Sea Line (2000-2004)
Rebaptisé Panagia Skiadeni, le navire quitte au mois de septembre le Japon pour rejoindre la Grèce. Arrivé dans le courant du mois d'octobre aux chantiers de Perama, il est renommé Lindos et transformé en vue de sa future affectation en mer Égée. D'importantes modifications sont effectuées au niveau des intérieurs avec l'aménagement de nouvelles installations ainsi que de cabines privatives. À l'issue des travaux, en septembre 2001, le navire est rebaptisé Diagoras.
Le 17 septembre 2001, le navire entame sa carrière sous les couleurs de DANE Sea Line entre Le Pirée et Rhodes, dans l'archipel du Dodécanèse. Toutefois, la compagnie est en proie à d'importantes difficultés financières. Afin de réduire les coûts d'exploitation, le Diagoras est affrété durant l'hiver par la compagnie ANEK Lines qui l'emploie entre Le Pirée et la Crète. Malgré cela, DANE Sea Line cesse ses activités en 2004, ce qui entraîne le désarmement du navire au Pirée à partir du mois de juin. En novembre, une première vente aux enchères est organisée mais n'aboutit finalement pas et le Diagoras reste immobilisé durant près de deux ans, jusqu'à son acquisition par la compagnie Blue Star Ferries en juillet 2006, à la suite d'une autre vente aux enchères.

#### Blue Star Ferries (depuis 2006)
Après un bref passage aux chantiers d'Éleusis où il est remis en état et repeint aux couleurs de Blue Star Ferries, le Diagoras reprend son service commercial le 11 août 2006 entre Le Pirée et le Dodécanèse. En plus de Rhodes, le navire dessert à présent les îles d'Astypalée, de Kalymnos et de Kos. Durant l'été 2009, il dessert exceptionnellement l'Égée-Septentrionale et le Dodécanèse depuis Thessalonique.
En juin 2016, le groupe Attica, société mère de Blue Star Ferries, décide de transférer le navire au sein d'une autre de ses filiales, la compagnie Africa Morocco Link (AML), exploitant des liaisons entre le Maroc et l'Espagne. Le Diagoras intègre la flotte de la compagnie marocaine le 24 juin, à cette occasion, il est enregistré sous pavillon marocain. Le navire débute par la suite ses rotations entre Tanger et Algésiras au mois de juillet.
Le Diagoras restera exploité par AML jusqu'en décembre 2017 avant de retourner sous les couleurs de Blue Star Ferries. De retour au sein de la compagnie grecque, il est déployé sur les liaisons entre Le Pirée et l'Égée-Septentrionale.

## Aménagements
Le Diagoras possède 8 ponts. Si le navire s'étend en réalité sur 9 ponts, l'un d'entre eux est inexistant au niveau des garages afin de permettre au navire de transporter du fret. Les locaux passagers occupent la totalité des ponts 5 et 6 et une partie des ponts 4 et 7 tandis que l'équipage loge à l'avant du pont 4. Les ponts 2 et 3 abritent quant à eux les garages.

### Locaux communs
À l'époque japonaise du navire, les passagers avaient à leur disposition un snack, plusieurs salons, une salle d'arcade, et un coin télévision.
Depuis les transformations effectuées entre 2000 et 2001, le navire est équipé d'un restaurant à la carte, d'un restaurant self-service, et de deux bars-salons, 

### Cabines
Initialement, le New Tosa était équipé de cabines privatives en 1re classe et de dortoirs en 2de classe.
Aujourd'hui, le navire dispose d'une centaine de cabines privatives, majoritairement situées sur le pont 5 mais aussi sur les ponts 7 et 4 pour un total de 400 couchettes. Toutes les cabines disposent de sanitaires comprenant douche, WC et lavabo.

## Caractéristiques
Le Diagoras mesure 141,54 mètres de long pour 23 mètres de large et son tonnage était à l'origine de 6 939 UMS, avant d'être porté à 15 362 UMS lors de sa refonte de 2001. Il pouvait, dans sa configuration initiale, embarquer 1 070 passagers et 35 véhicules dans un spacieux garage pouvant également contenir 103 remorques accessible par une porte rampe axiale avant et une porte rampe latérale tribord arrière. À la suite des travaux de 2001, le navire peut embarquer 1 200 passagers et 400 véhicules. Ses accès au garage ont été modifiés, la porte avant a été condamnée et la porte latérale arrière supprimée et remplacée par une porte axiale. La propulsion du Diagoras est assurée par deux moteurs diesels Pielstick-Niigata 12PC2-6V400 développant une puissance de 9 788 kW entrainant deux hélices faisant filer le bâtiment à une vitesse de 21 nœuds. Il est aussi doté d'un propulseur d'étrave et d'un stabilisateur anti-roulis. Les dispositifs de sécurité étaient à l'époque essentiellement composés de radeaux de sauvetage mais aussi d'une embarcation semi-rigide de secours. Depuis 2001, le navire est équipé de quatre embarcations de sauvetage fermées de taille moyenne.

## Lignes desservies
De 1990 à 2000, le New Tosa a navigué pour le compte de la compagnie Ōsaka Kōchi Tokkyu Ferry sur les lignes entre Ōsaka et Kōchi sur l'île de Shikoku.
Entre 2001 et 2004, le navire a desservi les lignes de DANE Sea Line en mer Égée entre Le Pirée et l'île de Rhodes dans l'archipel du Dodécanèse. Il a ensuite poursuivi sa carrière sous les couleurs de Blue Star Ferries à partir de 2006 entre Le Pirée, Astypalée, Kalymnos, Kos et Rhodes, puis entre Thessalonique, Lesbos, Chios, Samos, Kalymnos, Kos et Rhodes en 2009. De juillet 2016 à décembre 2017, il a navigué entre le Maroc et l'Espagne sur la ligne Tanger - Algésiras pour le compte de la compagnie Africa Morocco Link.
Depuis 2018, le navire est affecté aux lignes entre Le Pirée et l'archipel d'Égée-Septentrionale et dessert les îles de Chios et de Lesbos.